# خورخي كوينتيرو بيلو
خورخي كوينتيرو بيلو هو سياسي مكسيكي، ولد في 14 سبتمبر 1947 في ولاية خاليسكو في المكسيك. نشط حزبياً في حزب العمل الوطني. وقد انتخب عضو مجلس النواب المكسيك ‏.